# 黎餓
黎餓（越南语：／，?—?）安南属明时期的反明领袖。
黎饿是水棠撞泾人，本是陳天賫的家奴，相貌颇美，尝游四方，莫不供养。他得知鄭公證、陳太沖、范玉、范善等人相继起兵的消息，便心怀异志。
1420年（永乐十八年），黎饿带了一群人前往谅山府丹巴县，改名扬龚，自称是自老挝逃回国内的陈睿宗玄孙，起兵反明，称天上皇帝，纪元永天。其部众有万余人。陳天賫前往投奔，发现是自己的家奴，不愿下拜，便逃出去，移檄各县，自称兴运上侯，以兵攻打黎饿，被黎饿杀死。
明朝丰城侯李彬前往征剿，剿灭黎餓。黎饿趁夜逃跑，不知所踪，就剩下黎利依然坚持抗明。